# O Filme da Minha Vida
O Filme da Minha Vida é um filme brasileiro de drama, romance e comédia de 2017, dirigido pelo ator e diretor brasileiro Selton Mello. Com produção de Vânia Catani e Leonardo Edde e roteiro de Selton Mello e Marcelo Vandicatto, direção de arte de Claudio Amaral Peixoto e cinematografia de Walter Carvalho, o filme foi lançado nos cinemas nacionais em 3 de agosto de 2017 através da Vitrine Filmes. Traz no elenco Johnny Massaro, Bruna Linzmeyer, Vincent Cassel, Bia Arantes e Selton Mello. O filme é baseado no livro Um Pai de Cinema do chileno Antonio Skármeta.

## Sinopse
Na Serras Gaúchas, 1963. O Tony Terranova (Johnny Massaro) precisa lidar com a ausência do pai, que foi embora sem avisar à família e, desde então, não deu mais notícias ao filho. Tony é professor de francês num colégio da cidade, convive com os conflitos dos alunos e vive o desabrochar do amor. Apaixonado por livros e pelos filmes que vê no cinema da cidade grande, Tony faz do amor, da poesia e do cinema as suas grandes paixões. Até que a verdade sobre seu pai começa a vir à tona e o obriga a tomar as rédeas de si próprio.

## Elenco
- Johnny Massaro como Tony Terranova
- Bruna Linzmeyer como Luna Madeira
- Vincent Cassel como Nicolas Terranova
- Selton Mello como Paco
- Bia Arantes como Petra Madeira
- Ondina Clais Castilho como Sofia Terranova
- Rolando Boldrin como Giuseppe
- Antonio Skármeta como Esteban Coppeta
- Érika Januza como Tita
- Martha Nowill como Carmélia
- João Pedro Prates como Augusto Madeira
- Miwa Yanagizawa como Brigite
- Gabriel Reginato como Tony Terranova (criança)
- Vitória Strada como Dançarina

## Produção
O filme foi gravado nos meses de abril e maio de 2015 na Serra Gaúcha, nas cidades de Cotiporã, Veranópolis, Bento Gonçalves, Garibaldi, Farroupilha, Monte Belo do Sul e Santa Tereza. O orçamento da produção do filme de 450 mil reais foi pago pelo governo do Brasil através da Agência Nacional do Cinema (ANCINE) em 2015. Em 2016 recebeu mais 768 mil reais do Fundo Setorial do Audiovisual para a distribuição nos cinemas.

## Lançamento
O filme foi lançado nos cinemas do Brasil a partir de 3 de agosto de 2017 pela Vitrine Filmes. Em seguida, entrou no circuito de festivais em diversos países, como o Festival de Cinema de Bogotá, na Colômbia, onde se saiu vencedor do prêmio de melhor filme, na Mostra de Cinema Latino-Americano de Lérida, na Espanha, onde ganhou menção honrosa do júri, e também do Festival de Cinema Brasileiro de Paris, na França, em 2018.

## Recepção

### Crítica
Francisco Russo do website AdoroCinema deu ao filme a classificação 2,5/5 () e disse "Se é possível compreender O Filme da Minha Vida como um passo seguinte natural após O Palhaço, pela ambientação retratada, é necessário também reconhecer que o tom poético aqui apresentado soa, em vários momentos, artificial e pouco convincente. Em meio a tantos problemas narrativos e de direção, o filme se sustenta apenas no bom elenco e na bela ambientação de época".
Renato Marafon em sua crítica ao Cinepop deu ao filme uma classificação 4.5/5 () elogiando a fotografia, ambientação, direção e trilha sonora, além da habilidade de conciliar diversos gêneros diferentes em uma única obra.
Camila Sousa do website Omelete concluiu "O grande problema de O Filme da Minha Vida é o seu final e a resolução do conflito com o pai. Enquanto a publicação deixa o desfecho da história em aberto, o filme faz tudo de forma bem explicada e coloca seus protagonistas em contradição com suas próprias crenças. (...) Com isso, o arco de amadurecimento dos personagens é prejudicado, dando a sensação de que eles pouco mudaram desde o começo da trama. Faltou ao filme perder o medo de não ter um final feliz e ser mais coerente com sua própria história", e finalizou com a classificação 2/5 ().

## Prêmios e indicações
| Ano  | Associações                                 | Categoria                           | Recipiente(s)                                        | Resultado |
| ---- | ------------------------------------------- | ----------------------------------- | ---------------------------------------------------- | --------- |
| 2018 | Prêmio Platino                              | Melhor Trilha Sonora Original       | Plínio Profeta                                       | Indicado  |
| 2018 | Prêmio ABC de Cinematografia                | Melhor Fotografia de Longa-metragem | Walter Carvalho                                      | Indicado  |
| 2018 | Prêmio ABC de Cinematografia                | Melhor Direção de Arte              | Claudio Amaral Peixoto                               | Indicado  |
| 2018 | Prêmio ABC de Cinematografia                | Melhor Montagem                     | Marcio Hashimoto                                     | Indicado  |
| 2018 | Prêmio ABC de Cinematografia                | Melhor Som                          | George Saldanha, Armando Torres Jr. e Bernardo Uzeda | Indicado  |
| 2018 | Grande Prêmio do Cinema Brasileiro          | Melhor Ator Coadjuvante             | Selton Mello                                         | Indicado  |
| 2018 | Grande Prêmio do Cinema Brasileiro          | Melhor Roteiro Adaptado             | Marcelo Vindicatto e Selton Mello                    | Indicado  |
| 2018 | Grande Prêmio do Cinema Brasileiro          | Melhor Direção de Fotografia        | Walter Carvalho                                      | Indicado  |
| 2018 | Grande Prêmio do Cinema Brasileiro          | Melhor Direção de Arte              | Claudio Amaral Peixoto                               | Indicado  |
| 2018 | Grande Prêmio do Cinema Brasileiro          | Melhor Figurino                     | Kika Lopes                                           | Indicado  |
| 2018 | Grande Prêmio do Cinema Brasileiro          | Melhor Maquiagem                    | Marlene Moura e Uirandê Holanda                      | Indicado  |
| 2018 | Grande Prêmio do Cinema Brasileiro          | Mehor Som                           | George Saldanha                                      | Indicado  |
| 2018 | Grande Prêmio do Cinema Brasileiro          | Melhor Trilha Sonora Original       | Plínio Profeta, Armando Torres Jr. e Bernardo Uzeda  | Venceu    |
| 2018 | Durban International Film Festival          | Melhor Filme Internacional          | O Filme da Minha Vida                                | Indicado  |
| 2018 | Festival de Cinema de Bogotá                | Melhor Filme                        | O Filme da Minha Vida                                | Venceu    |
| 2018 | Mostra de Cinema Latino-Americano de Lérida | Mençao Honrosa                      | O Filme da Minha Vida                                | Venceu    |
| 2018 | Festival de Cinema de Lima                  | Melhor Filme Internacional          | O Filme da Minha Vida                                | Venceu    |
| 2018 | Prêmio Contigo! Online                      | Melhor Filme                        | O Filme da Minha Vida                                | Indicado  |
| 2018 | Prêmio Guarani de Cinema Brasileiro         | Melhor Roteiro Adaptado             | Marcelo Vindicatto e Selton Mello                    | Indicado  |
| 2018 | Prêmio Guarani de Cinema Brasileiro         | Melhor Direção de Fotografia        | Walter Carvalho                                      | Venceu    |
| 2018 | Prêmio Guarani de Cinema Brasileiro         | Melhor Direção de Arte              | Claudio Amaral Peixoto                               | Indicado  |
| 2018 | Prêmio Guarani de Cinema Brasileiro         | Melhor Figurino                     | Kika Lopes                                           | Indicado  |
| 2018 | Prêmio Guarani de Cinema Brasileiro         | Melhor Maquiagem                    | Marlene Moura e Uirandê Holanda                      | Indicado  |
| 2018 | Prêmio Guarani de Cinema Brasileiro         | Melhor Trilha Sonora                | Plínio Profeta                                       | Venceu    |